# Carlos Zárate (Radsportler)

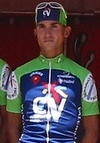
Carlos Zárate 2005

Carlos Zárate Fernández (* 19. Juli 1980 in Puertollano) ist ein ehemaliger spanischer Radrennfahrer.
Carlos Zárate gewann 2003 eine Etappe bei der Volta a Lleida, zwei Etappen bei der Cinturón a Mallorca, eine bei der Volta a Coruna und eine bei der Vuelta a Toledo. 2004 wurde er Profi bei dem spanischen Radsportteam Comunidad Valenciana-Kelme.
2006 wechselte Zárate zum ProTeam Saunier Duval-Prodir, das in den Dopingskandal Fuentes verwickelt war. In einem öffentlichen Brief erklärte Zárate im Juli 2006, niemals die Dienste des Sportmediziners Eufemiano Fuentes in Anspruch genommen zu haben, auch wenn er zu diesem Team gehöre. Im Jahr darauf forderte er den Weltradsportverband UCI auf, seine Werte zu veröffentlichen, um seine Unschuld zu beweisen. Er leide seit Bekanntwerden dieser Affäre unter schweren Depressionen. Ende des Jahres 2007 beendete er seine Radsportkarriere.

## Erfolge
2003
- eine Etappe Volta a Lleida
- zwei Etappen Cinturón a Mallorca

2004
- eine Etappe Baskenland-Rundfahrt

## Teams
- 2004 Comunidad Valenciana-Kelme
- 2005 Comunidad Valenciana
- 2006–2007 Saunier Duval-Prodir